# Agrias jacobi
Agrias jacobi är en fjärilsart som beskrevs av Le Moult 1931. Agrias jacobi ingår i släktet Agrias och familjen praktfjärilar. Inga underarter finns listade i Catalogue of Life.